# ¿Qué hiciste en la guerra, papi?
Es una película de Blake Edwards.

## Argumento
Unos soldados norteamericanos, en el transcurso de la Segunda Guerra Mundial, toman el pueblo siciliano de Valerno. Los italianos se encuentran más molestos por el hecho de que la invasión se ha producido durante un partido de fútbol que por el hecho de haber sido invadidos.

## Curiosidades
- Rodada en Color Deluxe.
- El guion de William Peter Blatty se basa en una idea/argumento original de Blake Edwards y Maurice Richlin.
- Henry Mancini escribió la canción In the Arms of Love para la película, junto con Ray Evans y Jay Livingston.